# 아우토노에
아우토노에(Autonoe)는 그리스 신화에 나오는 아리스타이오스의 아내이며 악타이온의 어머니이다. 테베를 건설한 카드모스와 하르모니아 사이에서 태어난 딸이다. 이노, 세멜레, 아가베의 자매이며 폴리도로스와는 남매 사이이다. 아폴론과 키레네의 아들 아리스타이오스와 결혼하여 악타이온과 마크리스 남매를 낳았다. 사냥꾼으로 유명한 악타이온은 여신 아르테미스가 목욕하는 장면을 훔쳐본 죄로 사슴이 되어 자신의 사냥개들에게 물어뜯겨 죽었다. 아들이 죽은 뒤에 아우토노에는 아리스타이오스와 이혼하고 메가라 부근의 에레네이라라는 곳에서 혼자 살았다고 한다. 아우토노에는 이노, 아가베와 함께 디오니소스의 신성을 인정하지 않아 대가를 치르게 되었다. 자매 세멜레가 제우스와 관계를 맺고 임신하였을 때는 제우스의 아기를 가졌다는 세멜레의 말을 비웃었으며, 제우스의 아들을 낳는 것을 반대하였다고 한다.